# Jag-Kloster
| Tibetische Bezeichnung           |
| -------------------------------- |
| Tibetische Schrift: 'jag pa dgon |
| Chinesische Bezeichnung          |
| Vereinfacht: 甲寺                |
| Pinyin:Jia si                    |

Die Jag-Kloster (tib.: 'jag pa dgon bzw. 'jag chung dpal dgon; chin. Jia si 甲寺; engl. Jakchung Monastery) ist ein Kloster in Tibet. Es befindet sich im Norden des Kreises Namling.
Es wurde von Sangye Tönpas Schüler Khedrub Tsangma Shangtön (mkhas grub gtsang ma shangs ston; 1234–1309) gegründet. Nach dem Kloster ist die Jag-Tradition bzw. tibetisch Jagpa (tib.  'jag pa) benannt, eine der vier Hauptlinien der Shangpa-Kagyü-Tradition.